# Рюрло
Рюрло (нід. Ruurlo) — село в нідерландській провінції Гелдерланд. Входить до муніципалітету Беркелланд. Перша згадка про населений пункт датується 1180-ми роками.
Мало статус окремого муніципалітету до початку 2005 року, коли разом із сусідніми муніципалітетами Боркюло, Ейберген та Неде утворило муніципалітет Беркелланд.

## Галерея

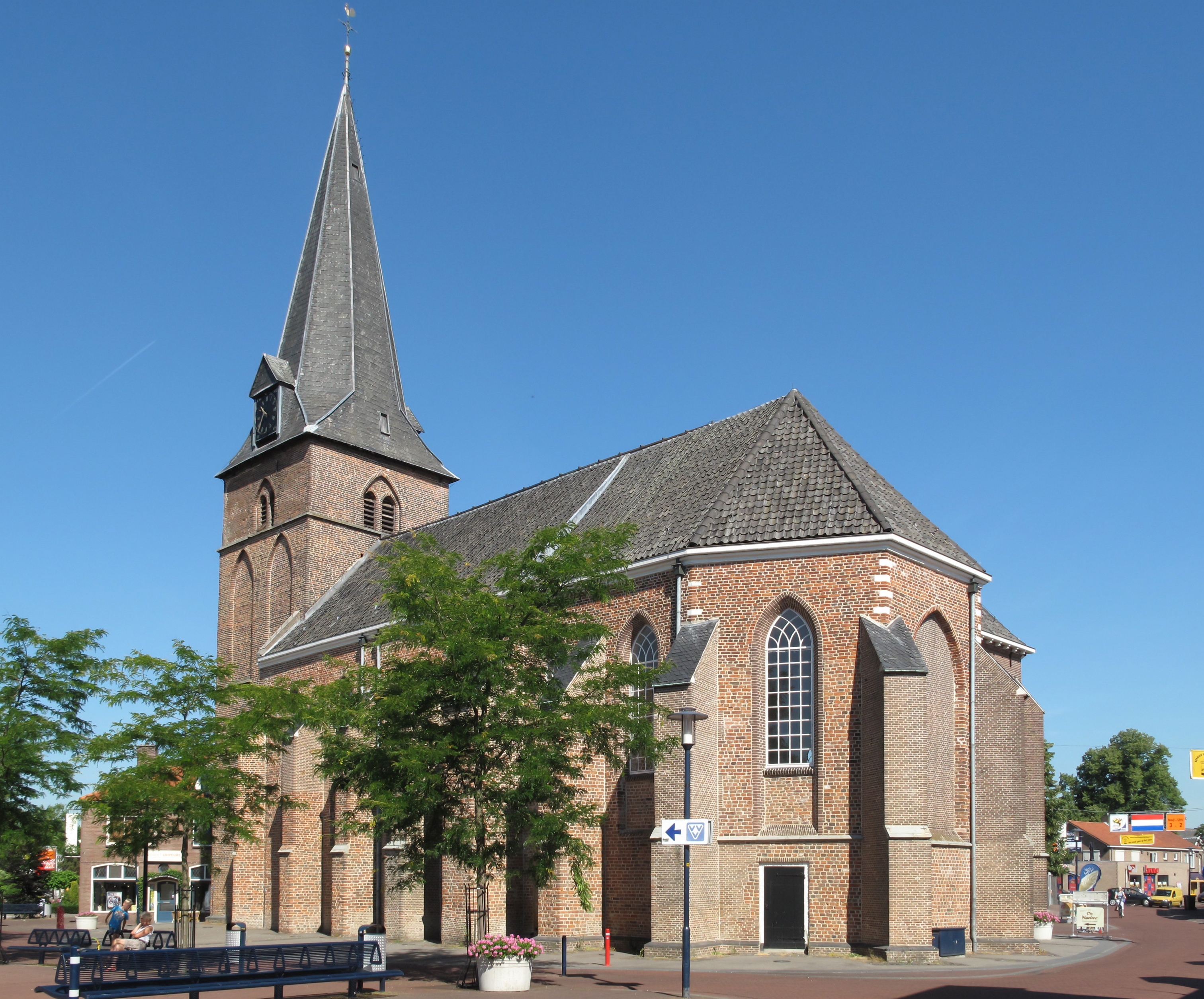
Реформистська церква
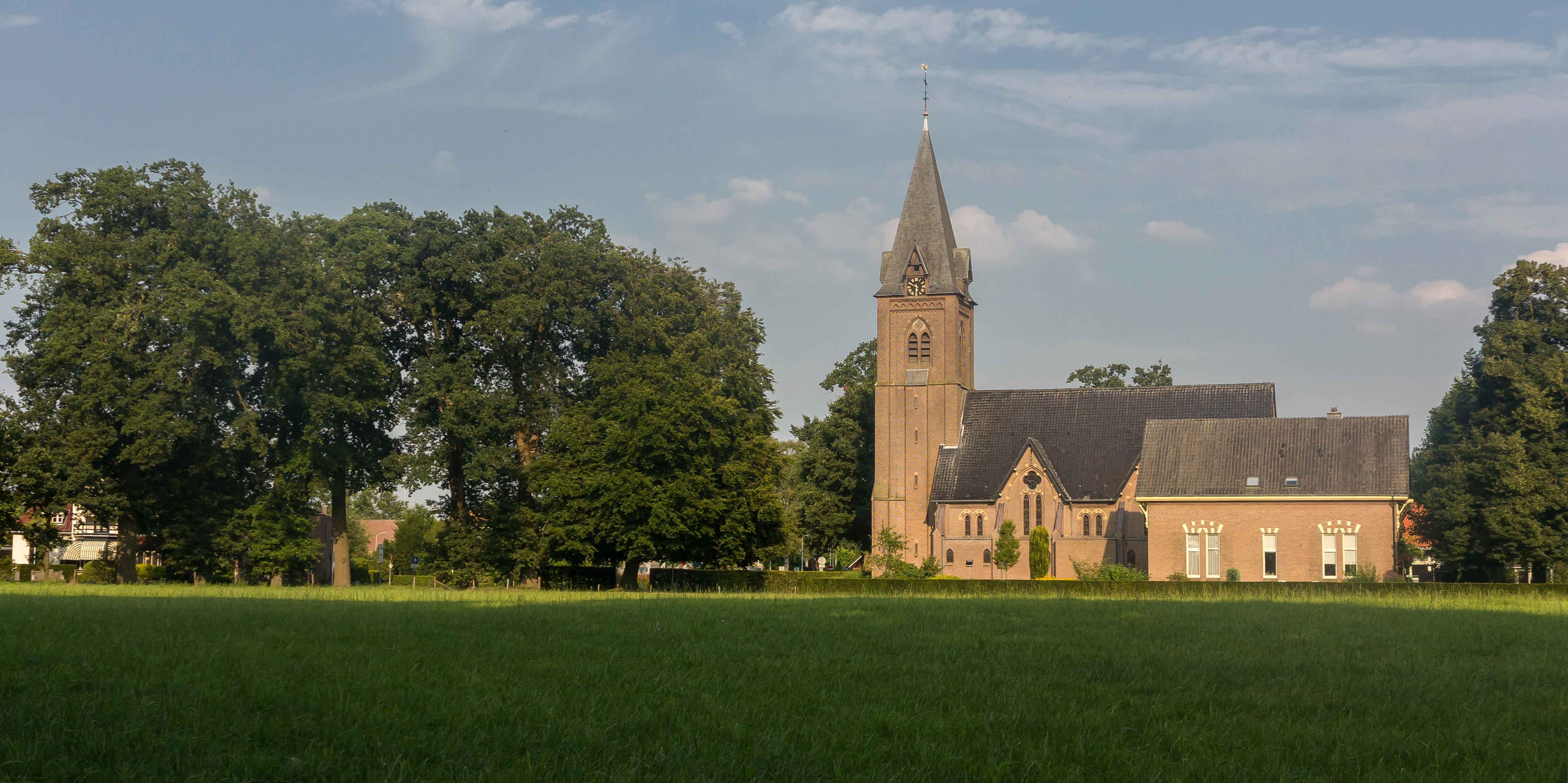
Церква
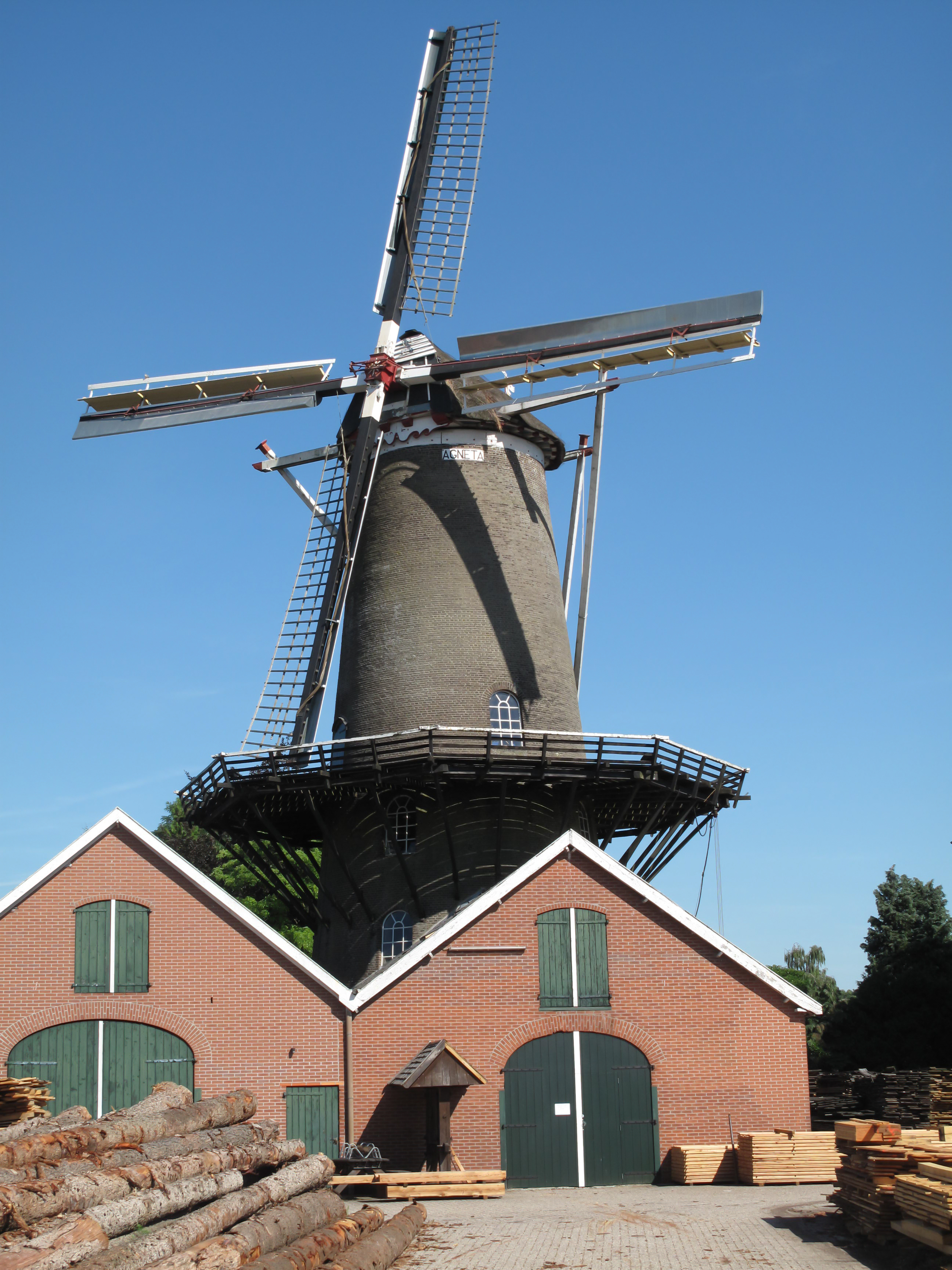
Вітряк
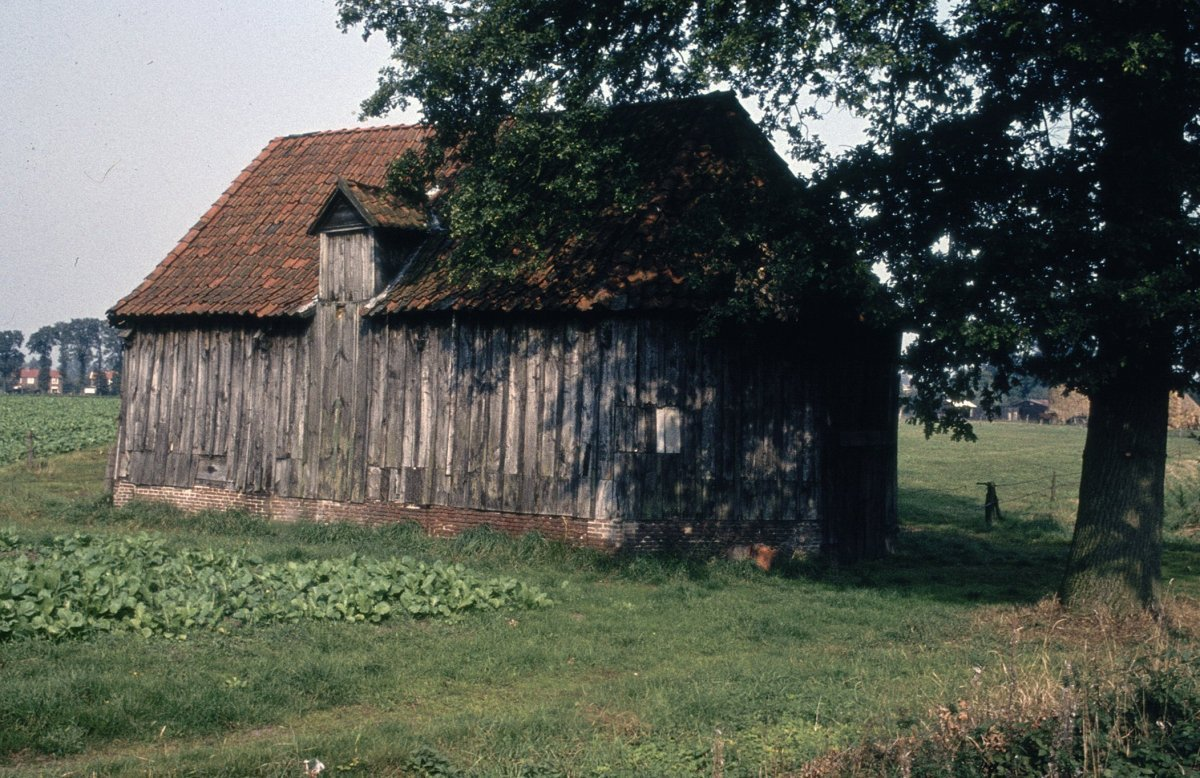
Вівчарня